# Симфонія № 97 (Гайдн)
Симфонія № 97, до мажор Йозефа Гайдна, написана 1792 року, вперше виконана у травні 1792 в Лондоні.
Структура:
1. Adagio — Vivace, 3/4
2. Adagio ma non troppo, 2/2
3. Menuetto e Trio. Allegretto, 3/4
4. Finale: Presto assai, 2/4

## Ноти і література
- Symphony No. 97: Ноти на сайті International Music Score Library Project.
- Robbins Landon, H. C. (1976) Haydn: Chronicle and Works, Volume IV. Bloomington: Indiana University Press.